# Yaratilan - La creatura
Yaratilan - La creatura (Yaratılan) è una serie televisiva drammatica turca diretta da Çağan Irmak, distribuita sulla piattaforma di streaming Netflix il 20 ottobre 2023, con protagonisti Taner Ölmez ed Erkan Kolçak Köstendil. È stata adattata al romanzo Frankenstein o il moderno Prometeo della scrittrice britannica Mary Shelley.

## Trama
Nella Istanbul ottamana, lo studente di medicina Ziya, che è un tipo curioso e avventuroso, utilizza metodi proibiti con conseguenze disastrose, che finiscono per colpire il suo mentore, il professore e scienziato Ihsan.

## Episodi
| Stagione       | Episodi | Pubblicazione Turchia | Pubblicazione Italia |
| -------------- | ------- | --------------------- | -------------------- |
| Prima stagione | 8       | 2023                  | 2023                 |

## Personaggi e interpreti

### Personaggi principali
- Ziya, interpretato da Taner Ölmez, doppiato da Alessandro Campaiola.
- Ihsan, interpretato da Erkan Kolçak Köstendil, doppiato da Stefano Crescentini.
- Muzaffer, interpretato da Engin Benli, doppiato da Pasquale Anselmo.
- Hamdi, interpretato da Şahsuvar Aktaş, doppiato da Paolo Buglioni.
- Yunus, interpretato da Ekremcan Arslandağ, doppiato da Alessio Puccio.
- Asiye, interpretata da Şifanur Gül, doppiata da Giulia Franceschetti.
- Hüsniye Nine, interpretata da Sema Çeyrekbaşı, doppiata da Graziella Polesinanti.
- Seher Nine, interpretata da Şennur Nogaylar, doppiata da Antonella Giannini.
- Vasili, interpretato da Durul Bazan, doppiato da Franco Mannella.
- Capitano Ömer, interpretato da Bülent Sakrak.
- Ofelya, interpretata da Devrim Yakut.
- Süleyman, interpretato da Macit Koper.
- Gülfem, interpretata da Ümmü Putgül.
- Esma, interpretata da Burcu Soyler.

### Personaggi secondari
- Muharrem, interpretato da Aram Dildar.
- Ejder, interpretato da Ilkay Eren.
- Marika, interpretata da Jill Galbraith.
- Cafer, interpretato da Çağrı Şensoy.
- Kadir, interpretato da Basaran Yavuz.
- Selo, interpretato da Hamdi Alp.
- Gülümser, interpretata da Nesrin Yılmaz.
- Satici, interpretato da Ercorekci Emre.
- Hüsnü, interpretato da Şamil Kafkas.
- Goard, interpretato da Ihsan Saran.
- Receptionist, interpretato da İbrahim Can.
- Osman, interpretato da Ömer Topçu.
- Venditore, interpretato da Emre Erçörekçi.
- Chef, interpretato da Fatih Altınağaç.
- Figlio di Esma, interpretato da Hazar Gün.
- Sekerci, interpretato da Umut Çevik.

## Produzione
La serie è creata, diretta e scritta da Çağan Irmak e prodotta da O3 Medya.

### Riprese
Le riprese sono state effettuate nel distretto di Beykoz a Istanbul.